# Presbytère de Chemiré-sur-Sarthe
Le presbytère de Chemiré-sur-Sarthe est un presbytère situé à Chemiré-sur-Sarthe, en France.

## Localisation
Le presbytère est situé dans le département français de Maine-et-Loire, sur la commune de Chemiré-sur-Sarthe.

## Historique
L'édifice, construit au 16e siècle, est inscrit au titre des monuments historiques en 1977.